# Banco Patagonia
Banco Patagonia (BCBA: BPAT) es un banco comercial con casa central en la ciudad de Buenos Aires, y 200 puntos de atención distribuidos en las principales ciudades y capitales de las provincias de Argentina. La compañía brinda servicios financieros a clientes individuos, pymes, micropymes y grandes empresas. Actualmente, es el decimoprimer Banco en importancia del país.
Banco Patagonia cotiza en la Bolsa de Comercio de Buenos Aires y en el Bovespa, en Sao Paulo. Actualmente, forma parte del índice de referencia de la Bolsa de Buenos Aires.

## Historia

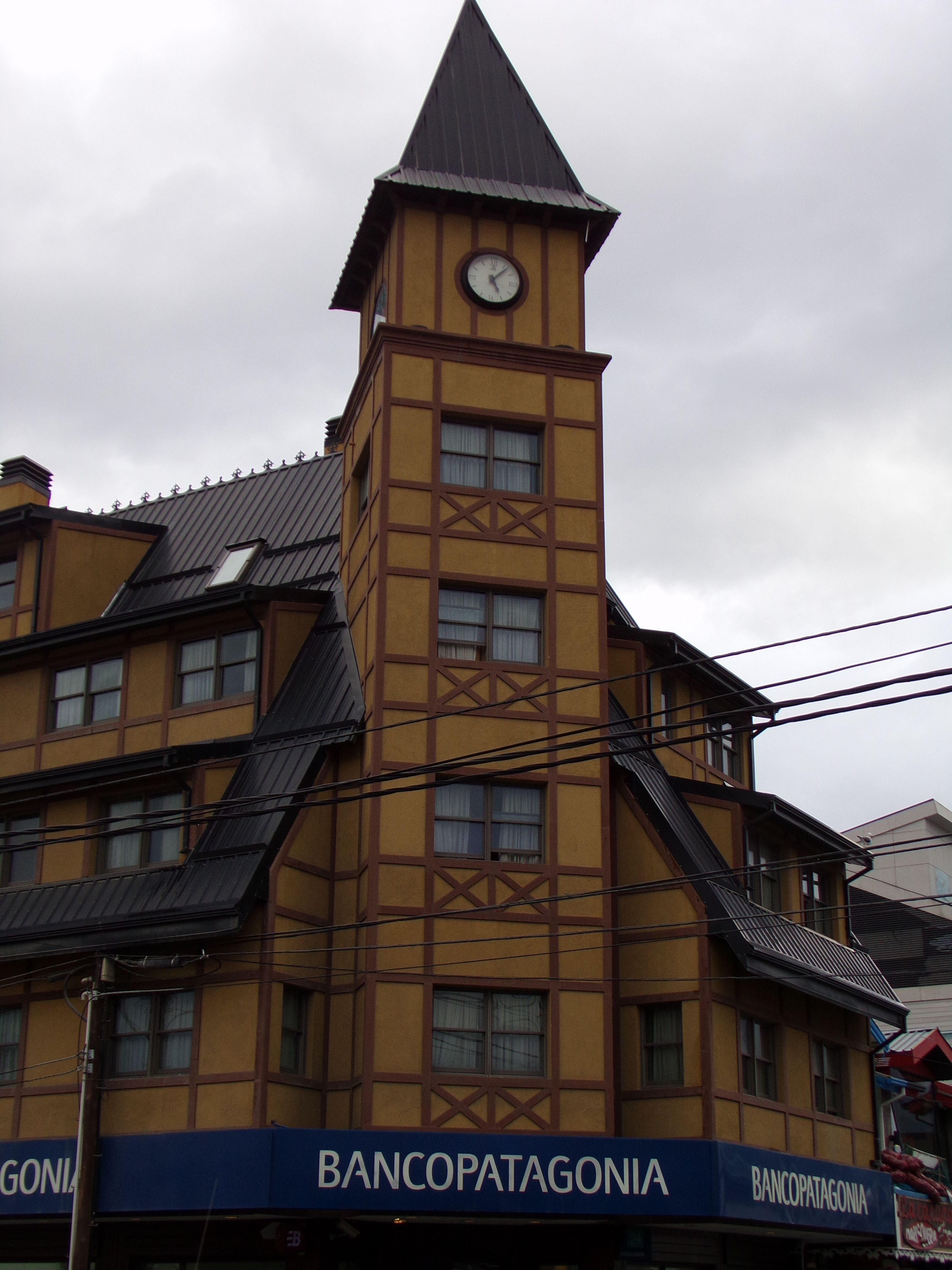
Sucursal en Ushuaia.

El primer grupo de accionistas controlantes, los hermanos Jorge y Ricardo Stuart Milne juntamente con Emilio González Moreno, comenzaron sus actividades en el sistema financiero argentino, a través de diversas compañías especializadas en el mercado bursátil, extra bursátil y cambiario. Sin embargo, la actividad bancaria comenzó en 1988 con la creación de Banco Mildesa. 
Banco Patagonia es continuador de una serie de bancos de histórica presencia en Argentina como fueron el Banco de Río Negro, Banco Mercantil Argentino, Banco Caja de Ahorro, estos dos últimos fusionados con el Banco Sudameris Argentina, y finalmente Lloyds TSB Bank Sucursal Argentina, con más de 140 años de presencia en el país. Los legados de estas instituciones y las demás que forman parte de Banco Patagonia, presentan un activo de gran valor para la entidad y un elemento competitivo diferenciador. 
A su vez, dentro de la estrategia de crecimiento de la institución, en el año 2010 se adquirió GPAT Compañía Financiera S.A., una sociedad constituida en Argentina y autorizada a funcionar como entidad financiera, especializada en el financiamiento mayorista y minorista, para la adquisición de automotores 0 KM, tanto a concesionarios –en especial de la red General Motors de Argentina- como a clientes particulares. 
En abril de 2011, Banco do Brasil, el mayor banco de América Latina, adquiere el 51 % del paquete accionario del grupo controlante. En octubre del mismo año Banco do Brasil hace una oferta pública de acciones y aumenta a 58,96% su participación en el Banco Patagonia.

## Accionariado
Actualmente, el paquete accionario se compone de la siguiente manera (información al 13.11.23):
- Banco do Brasil: 80,39%
- Fondo de Garantía de Sustentabilidad (ANSeS): 15,29%
- Provincia de Río Negro: 3,17%
- Acciones en bolsa: 1,15%

Total: 100%